# Berrias-et-Casteljau
Berrias-et-Casteljau là một xã ở tỉnh Ardèche, vùng Auvergne-Rhône-Alpes ở đông nam nước Pháp.